# Gestapo Knallmuzik
Gestapo Knallmuzik is een Belgische humoristische band die elektronische muziek speelt waarbij opzettelijk wordt gezongen in een vorm van steenkolenduits, zoals gesproken door Jean-Marie Pfaff. Een van de nummers heet bijvoorbeeld "Ich Habe Nicht mit ein Ander Gemoald" (ik heb niet met een ander gemuild, d.w.z. gekust).
Gestapo zou volgens de band geen verwijzing zijn naar de nazi's, maar een samenvoeging van Gerald, Stanny en "Potrick", de voornamen van de vaders van de groepsleden.
Ook in de online communicatie, bijvoorbeeld op de Facebookpagina, gebruikt de band deze vorm van het "Duits". De band beweert hierbij uit Berlijn afkomstig te zijn. Op 3 mei 2018 brachten ze een "documentaire" uit, waarin een heel achtergrondverhaal uit de doeken wordt gedaan. In werkelijkheid komen de muzikanten uit de Belgische Kempen.
De groep werd opgericht in 2014.
Gestapo Knallmuzik speelde onder meer op Pukkelpop en Crammerock.

## Discografie
- 2013 - Ahrsvochtkonzentrat
- 2014 - Smegmapaté
- 2015 - Beffn Ist Boffn Das Du Nicht Musst Baffn
- 2019 - Tinkie Winkie ist Dipsy und Steeckt zein Lala ins Po
- 2022 - Das Von Dich Röock Nochtanz Auch Nicht Alteit Eben Frïsch